# Neoprene
Il neoprene è la denominazione commerciale dell'azienda "DuPont Performance Elastomers" per una famiglia di gomme sintetiche basate sul policloroprene (forma polimerica del cloroprene).
Il neoprene è stato inventato nel 1930 dagli scienziati Arnold Collins e Wallace Carothers dell'azienda DuPont dopo che il Elmer K. Bolton dei laboratori DuPont assistette ad una conferenza di Julius Arthur Nieuwland, professore di chimica alla University of Notre Dame.
La ricerca di Nieuwland era focalizzata sulla chimica dell'acetilene e durante il corso del suo lavoro produsse l'acetilene divinilico, una gelatina che si consolida in un composto elastico simile alla gomma una volta passato sopra il dicloruro di zolfo. Dopo che DuPont comprò i diritti di brevetto dall'Università, Wallace Carothers di DuPont assunse la direzione dello sviluppo commerciale della scoperta di Nieuwland in collaborazione con Nieuwland stesso. Le ricerche alla DuPont si concentrarono sull'acetilene monovinilico e fece reagire la sostanza con il gas dell'acido cloridrico, producendo il cloroprene.
Il neoprene (originalmente denominato duprene) è stato il primo residuo della gomma sintetica prodotto a larga scala. Esso appartiene alla famiglia degli elastomeri di sintesi (ovvero delle gomme sintetiche) e si presenta come una gomma porosa, la cui massa è costituita da cellule gassose uniformemente distribuite. Le principali caratteristiche sono l'elasticità, la resistenza al taglio e allo schiacciamento, la resistenza all'invecchiamento atmosferico e al calore, e inoltre risulta essere inerte verso molti agenti chimici, oli e solventi. Per questi motivi trova importanti applicazioni nel campo dell'industria chimica, automobilistica, nautica, e nella realizzazione di raccordi, guarnizioni, rivestimenti protettivi e indumenti (ad esempio, mute subacquee).